# SN 2002ew
SN 2002ew – supernowa typu II odkryta 24 sierpnia 2002 roku w galaktyce A205430-0008. W momencie odkrycia miała maksymalną jasność 17,80m.